# 田中尊
田中 尊（たなか たかし、1936年4月11日 - 2005年5月12日）は、香川県高松市出身のプロ野球選手（捕手）・コーチ。

## 経歴
高松商では3年次の1954年に夏の甲子園へ出場したが、初戦となった2回戦で興津達男・瀧英男を擁する静岡商に9回サヨナラ負け。同期には新名耕三（巨人）、関森正治がいた。
卒業後は1955年に南海ホークスへ入団するが、当時の捕手陣には筒井敬三・松井淳がおり、さらには1年先輩である野村克也の台頭もあって出場機会が無かった。
3年目の1957年にベテランの門前眞佐人が引退した広島カープへ移籍し、10月14日の大洋戦（川崎）では大石正彦から初のソロ本塁打を放つ。この時の試合は、1回裏に青田昇のソロ本塁打、2回裏には大石の適時二塁打、沖山光利の適時打で合計3点を奪われ劣勢の展開で試合は進んだが、6回表に田中のソロ本塁打が飛び出し、7回表には広岡富夫のソロ本塁打、8回表には平山智のソロ本塁打で同点に追いつき延長戦となった。しかし12回裏9回から登板の長谷川良平から土井淳が二塁打、そして中島執が右前安打でサヨナラとなり3-4で敗れた。
打撃面での弱さはあったが、捕球術とインサイドワークに定評があり、移籍2年目の1958年には川原政数に代わってレギュラーに定着。同年は自己最多の3本塁打を放つが、3本は全て巨人戦で安原達佳から放っている。5月10日の大阪戦（広島市民）では渡辺省三からチームの連敗を10で止めるサヨナラ安打、1963年5月7日の阪神戦（広島市民）では37イニング抑えられていた小山正明から適時打を放った。関西大の上田利治、中央大の西山弘二など学生野球界ベストナインの常連で話題の大学出身捕手の補強もあったが、白石勝巳、門前、長谷川、根本陸夫と歴代の監督がレギュラーとして起用し続けた。
色白でほっそりした体つきであったが、本塁に突進してくる走者に何度か跳ね飛ばされながらも、野手からの返球のボールは離さなかった。怪我にも強く、故障で休んだのは数えるほどであったが、体中に痣ができた。長谷川・備前喜夫の二枚看板や、若い大石清・池田英俊・安仁屋宗八・外木場義郎ら広島投手陣をリードで常に支え、1966年と1968年にはオールスターゲームに出場。1965年8月10日の大洋戦（川崎）では3回表二死満塁の好機に大洋先発及川宣士の後を受けた2番手新治伸治から寺岡孝が押し出しの死球、今津光男の二ゴロを林健造が前へはじく失策、そして田中が自身唯一の満塁本塁打を叩き込み、さらに1点を加えこの回7点を取ったが、その裏に黒木基康に満塁本塁打を浴び3点差に迫られたものの6回表に2点を追加し、2番手で投げた池田の好投もあり9-4で大洋に大勝した。
1969年まで正捕手として活躍し、広島球団の捕手としての出場試合数は2016年に石原慶幸が更新するまで歴代1位であった。1970年からは久保祥次・水沼四郎が後継として成長し、コーチ補佐兼任となった1972年に引退。
引退後は広島で一軍ブルペンコーチ（1973年 - 1974年）→一軍バッテリーコーチ（1975年 - 1978年）→一軍総合コーチ（1979年 - 1985年）→ヘッドコーチ（1986年 - 1988年）を務め、水沼・道原博幸・達川光男らをリーグを代表する捕手に育て上げた。古葉竹識・阿南準郎両監督の下で「黄金時代」を支え、5度のリーグ優勝と3度の日本一に貢献。
在任中はピンチでの守り方を指示したほか、投手交代の際にマウンドに出る場面が実に絶妙であった。相手が好機を迎えた時に一気に畳み掛けたいという気持ちに水を差す形であり、反対に、リズムよく守っていると打者に指示を与えに出てきたりした。ロッテから中日に移籍してきた頃の落合博満は「嫌らしい間を取るコーチだな」と思っていたが、次第にそれが広島の強さの秘密じゃないかと考えるようになり、それ以来、相手に流れが傾きそうだと感じた場面では、落合もひと呼吸おくことを心がけた。
コーチ退任後の1989年にはフロント入りし、1996年からはドミニカカープアカデミーで育成部海外担当を務めた。
2005年5月12日、肺炎のため広島市内の病院で死去。満69歳没。

## エピソード
- 田中自身は捕手について「地味で危険。好きだなんてとんでもない。ただ生きる為の道はこれしか無かった。」と述懐している。また、「主役は投手。捕手は陰から支えるだけでいい」とも語っている。その中で「ボールを知り、性格を知る」為に相手打者よりも味方投手の研究に時間を割いたという。

この考え方は南海時代の一つ上の先輩に野村克也が居たことで「あの打撃には敵わない。しかし、守備なら乗り越えられる」と考えた為だった。
- 長期欠場することが殆どなく、1957年に虫垂炎の手術をした際には2週間で練習に復帰し、3週目にはさらしを巻いて試合に出場するほどのタフネスぶりだったが本人は「人並みに怪我はしているが、休んだら居場所が無くなるから休めなかった。」と後年語っている。

## 詳細情報

### 年度別打撃成績
| 年 度      | 球 団      | 試 合 | 打 席 | 打 数 | 得 点 | 安 打 | 二 塁 打 | 三 塁 打 | 本 塁 打 | 塁 打 | 打 点 | 盗 塁 | 盗 塁 死 | 犠 打 | 犠 飛 | 四 球 | 敬 遠 | 死 球 | 三 振 | 併 殺 打 | 打 率 | 出 塁 率 | 長 打 率 | O P S |
| ---------- | ---------- | ----- | ----- | ----- | ----- | ----- | -------- | -------- | -------- | ----- | ----- | ----- | -------- | ----- | ----- | ----- | ----- | ----- | ----- | -------- | ----- | -------- | -------- | ----- |
| 1957       | 広島       | 20    | 40    | 35    | 3     | 5     | 1        | 0        | 1        | 9     | 5     | 0     | 0        | 2     | 0     | 3     | 0     | 0     | 10    | 1        | .143  | .211     | .257     | .468  |
| 1958       | 広島       | 94    | 286   | 266   | 14    | 52    | 6        | 3        | 3        | 73    | 21    | 3     | 0        | 7     | 2     | 11    | 0     | 0     | 49    | 6        | .195  | .226     | .274     | .500  |
| 1959       | 広島       | 79    | 192   | 174   | 8     | 41    | 5        | 1        | 0        | 48    | 8     | 2     | 2        | 4     | 1     | 12    | 0     | 1     | 20    | 2        | .236  | .287     | .276     | .563  |
| 1960       | 広島       | 95    | 253   | 231   | 23    | 52    | 5        | 2        | 1        | 64    | 14    | 1     | 3        | 4     | 0     | 17    | 1     | 1     | 28    | 2        | .225  | .281     | .277     | .558  |
| 1961       | 広島       | 112   | 277   | 254   | 20    | 53    | 4        | 1        | 0        | 59    | 16    | 1     | 4        | 4     | 1     | 17    | 0     | 1     | 24    | 5        | .209  | .260     | .232     | .492  |
| 1962       | 広島       | 120   | 275   | 248   | 16    | 47    | 4        | 2        | 0        | 55    | 13    | 1     | 2        | 7     | 3     | 17    | 1     | 0     | 47    | 6        | .190  | .239     | .222     | .461  |
| 1963       | 広島       | 124   | 303   | 283   | 12    | 58    | 8        | 0        | 0        | 66    | 15    | 1     | 0        | 3     | 0     | 16    | 1     | 1     | 31    | 3        | .205  | .250     | .233     | .483  |
| 1964       | 広島       | 132   | 350   | 321   | 24    | 65    | 7        | 1        | 0        | 74    | 20    | 3     | 2        | 8     | 4     | 16    | 1     | 1     | 39    | 3        | .202  | .240     | .231     | .470  |
| 1965       | 広島       | 126   | 287   | 260   | 17    | 53    | 3        | 3        | 1        | 65    | 11    | 1     | 0        | 8     | 1     | 18    | 1     | 0     | 39    | 5        | .204  | .254     | .250     | .504  |
| 1966       | 広島       | 124   | 340   | 320   | 16    | 66    | 6        | 0        | 1        | 75    | 20    | 1     | 4        | 3     | 0     | 17    | 2     | 0     | 36    | 6        | .206  | .246     | .234     | .481  |
| 1967       | 広島       | 82    | 166   | 159   | 9     | 33    | 3        | 0        | 0        | 36    | 5     | 0     | 0        | 1     | 0     | 6     | 0     | 0     | 11    | 1        | .208  | .236     | .226     | .463  |
| 1968       | 広島       | 103   | 277   | 250   | 5     | 36    | 2        | 0        | 0        | 38    | 8     | 3     | 3        | 7     | 0     | 20    | 2     | 0     | 38    | 5        | .144  | .207     | .152     | .359  |
| 1969       | 広島       | 90    | 203   | 186   | 14    | 33    | 5        | 0        | 1        | 41    | 11    | 1     | 1        | 8     | 0     | 8     | 1     | 1     | 35    | 3        | .177  | .215     | .220     | .436  |
| 1970       | 広島       | 56    | 85    | 76    | 6     | 9     | 0        | 0        | 0        | 9     | 0     | 2     | 2        | 3     | 0     | 6     | 1     | 0     | 13    | 0        | .118  | .183     | .118     | .301  |
| 1971       | 広島       | 62    | 106   | 96    | 4     | 16    | 0        | 0        | 0        | 16    | 6     | 0     | 3        | 2     | 1     | 7     | 1     | 0     | 13    | 3        | .167  | .221     | .167     | .388  |
| 1972       | 広島       | 10    | 7     | 7     | 0     | 0     | 0        | 0        | 0        | 0     | 0     | 0     | 0        | 0     | 0     | 0     | 0     | 0     | 1     | 0        | .000  | .000     | .000     | .000  |
| 通算：16年 | 通算：16年 | 1429  | 3447  | 3166  | 191   | 619   | 59       | 13       | 8        | 728   | 173   | 20    | 26       | 71    | 13    | 191   | 12    | 6     | 434   | 51       | .196  | .242     | .230     | .472  |

### 記録
- オールスターゲーム出場：2回 （1966年、1968年）

### 背番号
- 64 （1955年 - 1956年）
- 12 （1957年 - 1972年）
- 65 （1973年 - 1974年）
- 71 （1975年 - 1988年）